# Jaime Cruells
Jaime Cruells Folguera (Barcellona, 11 aprile 1906 – Barcellona, 21 luglio 1968) è stato un pallanuotista spagnolo.
Ha fatto parte della Spagna che ha partecipato al torneo di pallanuoto ai Giochi di Parigi 1924 e di Amsterdam 1928.